# Sarah Jessica Parker
Sarah Jessica Parker   (Nelsonville, 25 de març de 1965) és una actriu dels EUA, coneguda per la seva interpretació d'una columnista de sexe a la sèrie de la HBO "Sex and the City".

## Biografia
Quarta filla del matrimoni format per Steve Parker i Barbara Forste; Sarah Jessica va començar als vuit anys a formar-se en el ballet de Cincinnati. Posteriorment, tota la família es va traslladar a Englewood (Nova Jersey), on va continuar els seus estudis. Aquest cop a l'American Ballet Theatre, fet que li va donar l'oportunitat d'aparèixer en obres com "El Trencanous". Fou candidata al Premi Razzie a la pitjor actriu de 2010 per la seva interpretació en la pel·lícula Què se n'ha fet, dels Morgan?.

## Filmografia
| Pel·lícula                                                         | Any                   | Paper                         |
| ------------------------------------------------------------------ | --------------------- | ----------------------------- |
| The Little Match Girl (TV)                                         | 1974                  | Little Match Girl             |
| Drawing Power (TV)                                                 | 1980                  | Només veu                     |
| 3-2-1 Contact (TV)                                                 | 1980                  | Annie (3 episodis)            |
| My Body, My Child (TV)                                             | 1982                  | Katy                          |
| Square Pegs (TV)                                                   | 1982-1983             | Patty Greene (3 episodis)     |
| Somewhere, Tomorrow                                                | 1983                  | Lori Anderson                 |
| Firstborn                                                          | 1984                  | Lisa                          |
| ABC Afterschool Specials (TV)                                      | 1984                  | Suzanne Henderson (1 episodi) |
| Footloose                                                          | 1984                  | Rusty                         |
| Going for the Gold: The Bill Johnson Story (TV)                    | 1985                  | Maggie                        |
| Les noies només s'ho volen passar bé (Girls Just Want to Have Fun) | 1985                  | Janey Glenn                   |
| The Alan King Show (TV)                                            | 1986                  | Samantha Cooper               |
| Hotel (TV)                                                         | 1986                  | Rachel (1 episodi)            |
| A Year in the Life (TV)                                            | 1986                  | Kay Erickson (mini-sèrie)     |
| Flight of the Navigator                                            | 1986                  | Carolyn McAdams               |
| The Room Upstairs (TV)                                             | 1987                  | Mandy Janovic                 |
| Dadah Is Death (TV)                                                | 1988                  | Rachel Goldman                |
| The Ryan White Story (TV)                                          | 1989                  | Laura                         |
| Pursuit (TV)                                                       | 1989                  | Miriam                        |
| Life Under Water (TV)                                              | 1989                  | Amy-Beth                      |
| Equal Justice (TV)                                                 | 1990                  | Jo Ann Harris                 |
| L.A. Story                                                         | 1991                  | SanDeE                        |
| Lluna de mel per a tres (Honeymoon in Vegas)                       | 1992                  | Betsy/Donna                   |
| In the Best Interest of the Children (TV)                          | 1992                  | Callie Cain                   |
| Persecució mortal (Striking Distance)                              | 1993                  | Jo Christman                  |
| Hocus Pocus                                                        | 1993                  | Sarah Sanderson               |
| Ed Wood                                                            | 1994                  | Dolores Fuller                |
| Miami Rhapsody                                                     | 1995                  | Gwyn Marcus                   |
| The Sunshine Boys (TV)                                             | 1995                  | Nancy Clark                   |
| Mars Attacks!                                                      | 1996                  | Nathalie Lake                 |
| Extreme Measures                                                   | 1996                  | Jodie Trammel                 |
| El club de les primeres esposes (The First Wives Club)             | 1996                  | Shelly Stewart                |
| The Substance of Fire                                              | 1996                  | Sarah Geldhart                |
| If Lucy Fell                                                       | 1996                  | Lucy Ackerman                 |
| Fins que et vaig conèixer ('Til There Was You)                     | 1997                  | Francesca Lanfield            |
| Dudley Do-Right                                                    | 1999                  | Nell Fenwick                  |
| Stories from My Childhood (TV)                                     |                       | Narradora (1 episodi)         |
| State and Main                                                     | 2000                  | Claire Wellesley              |
| Sex and the Matrix (TV)                                            | 2000                  | Carrie Bradshaw               |
| Life Without Dick                                                  | 2002                  | Colleen Gibson                |
| Sex and the City (TV)                                              | 94 episodis 1998-2004 | Carrie Bradshaw               |
| La joia de la família (The Family Stone)                           | 2005                  | Meredith Morton               |
| Strangers with Candy                                               | 2005                  | Peggy Callas                  |
| Failure to Launch                                                  | 2006                  | Paula                         |
| Spinning Into Butter                                               | 2007                  | Sarah Daniels                 |
| Sesame Beginnings: Moving Together                                 | 2007                  |                               |
| Smart People                                                       | 2008                  | Janet                         |
| A Family Affair                                                    | 2008                  |                               |
| Sex and the City: The Movie                                        | 2008                  | Carrie Bradshaw               |